# Katharina Adler (Autorin)

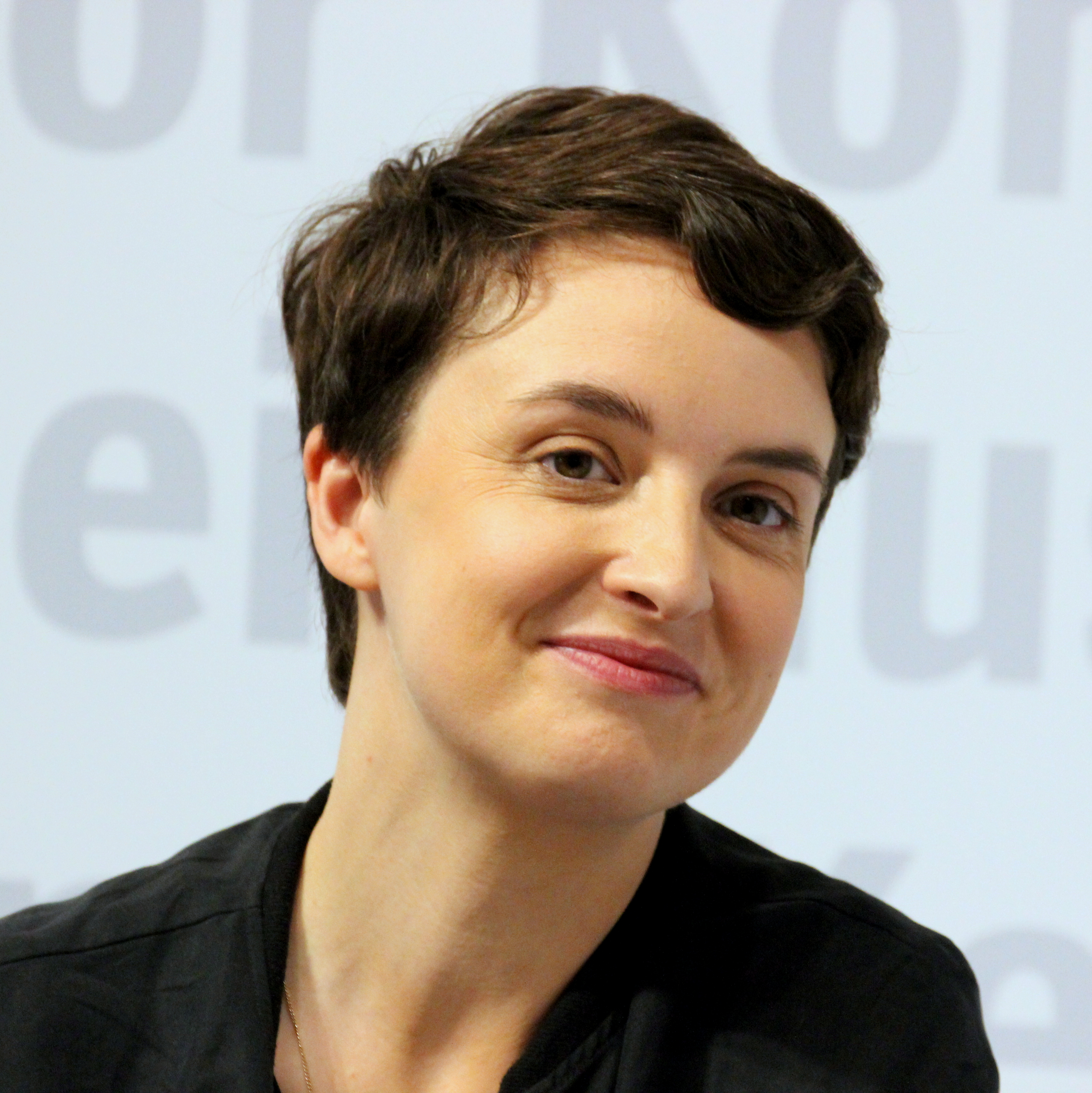
Katharina Adler auf der Frankfurter Buchmesse 2018

Katharina Adler (* 1980 in München) ist eine deutsche Autorin.

## Leben
Katharina Adler studierte Amerikanische Literaturgeschichte an der Ludwig-Maximilians-Universität München und anschließend am Deutschen Literaturinstitut Leipzig. Sie war Suhrkamp-Stipendiatin und Zeit-Stipendiatin. Sie ist die Mitbegründerin der Adler & Söhne Literaturproduktion und Chefredakteurin des englischsprachigen Internetportals munichfound.com. Sie schreibt Prosa, die unter anderem in Plumbum, EDIT und Akzente veröffentlicht wurde, Essays und Theaterstücke, die bisher am Staatsschauspiel Dresden, am Nationaltheater Mannheim und am Staatstheater Nürnberg gezeigt wurden. Mit Sunny und Roswitha wurde ihr erstes Drehbuch verfilmt.
Im Sommer 2018 publizierte Katharina Adler den Roman Ida zur Geschichte ihrer Urgroßmutter Ida Adler. Diese war die Schwester des sozialdemokratischen österreichischen Politikers Otto Bauer. Bekannt wurde sie durch  Sigmund Freud, der sie in seiner Fallbeschreibung mit dem Pseudonym Dora bezeichnete.

## Werke
- Ida. Rowohlt, Reinbek 2018. ISBN 978-3-498-00093-6.
- Iglhaut. Rowohlt, Hamburg 2022. ISBN 978-3-498-00256-5

## Filmografie
- 2010: Sunny und Roswitha
- 2021: Tatort: Videobeweis
- 2023: Tatort: Vergebung
- 2024: Tatort: Borowski und das ewige Meer
- 2025: Tatort: Verblendung

## Auszeichnungen
- 2019: Bayerischer Kunstförderpreis Literatur
- 2020: Premio Letterario Adei Wizo Adelina della Pergola
- 2020/2021 Stipendiatin im Internationalen Künstlerhaus Villa Concordia[3]